# Johan Julius Vult von Steijern
Johan Julius Vult von Steijern, ursprungligen Vult, född den 21 oktober 1695 i Stockholm, död där den 9 augusti 1767, var en svensk ämbetsman. Han var son till Johannes Vultejus.

## Biografi
Vult studerade vid Uppsala universitet, Utrechts universitet och Leidens universitet. Han blev 1726 sekreterare i Generaltullarrendesocieteten. Han adlades 1743 med namnet Vult von Steijern 1744 assessor över stat i Kommerskollegium, 1747 kommerseråd (sedan 1762 med hovkanslers titel) och 1767 president i kammarrevisionen. Vult von Steijern  var en synnerligen duglig man, vars krafter, enligt 
hans egen uppgift, togs i anspråk för ledamotskap i 23 olika kommissioner, varjämte han utarbetade handelsbalansen från 1738 till och med 1766.